# 미조구치 노리코
미조구치 노리코(일본어: 溝口 紀子, 1971년 7월 23일~)는 일본의 전직 유도 선수이다. 1992년 하계 올림픽에서 여자 하프라이트급 은메달을 획득했다.